# Dans les limbes
 (mars 2021).
La mise en forme du texte ne suit pas les recommandations de Wikipédia : il faut le « wikifier ».
Les points d'amélioration suivants sont les cas les plus fréquents. Le détail des points à revoir est peut-être précisé sur la page de discussion.
- Les titres sont pré-formatés par le logiciel. Ils ne sont ni en capitales, ni en gras.
- Le texte ne doit pas être écrit en capitales (les noms de famille non plus), ni en gras, ni en italique, ni en « petit »…
- Le gras n'est utilisé que pour surligner le titre de l'article dans l'introduction, une seule fois.
- L'italique est rarement utilisé : mots en langue étrangère, titres d'œuvres, noms de bateaux, etc.
- Les citations ne sont pas en italique mais en corps de texte normal. Elles sont entourées par des guillemets français : « et ».
- Les listes à puces sont à éviter, des paragraphes rédigés étant largement préférés. Les tableaux sont à réserver à la présentation de données structurées (résultats, etc.).
- Les appels de note de bas de page (petits chiffres en exposant, introduits par l'outil «  Source ») sont à placer entre la fin de phrase et le point final[comme ça].
- Les liens internes (vers d'autres articles de Wikipédia) sont à choisir avec parcimonie. Créez des liens vers des articles approfondissant le sujet. Les termes génériques sans rapport avec le sujet sont à éviter, ainsi que les répétitions de liens vers un même terme.
- Les liens externes sont à placer uniquement dans une section « Liens externes », à la fin de l'article. Ces liens sont à choisir avec parcimonie suivant les règles définies. Si un lien sert de source à l'article, son insertion dans le texte est à faire par les notes de bas de page.
- La présentation des références doit suivre les conventions bibliographiques. Il est recommandé d'utiliser les modèles {{Ouvrage}}, {{Chapitre}}, {{Article}}, {{Lien web}} et/ou {{Bibliographie}}. Le mode d'édition visuel peut mettre en forme automatiquement les références.
- Insérer une infobox (cadre d'informations à droite) n'est pas obligatoire pour parachever la mise en page.

Pour une aide détaillée, merci de consulter Aide:Wikification.
Si vous pensez que ces points ont été résolus, vous pouvez retirer ce bandeau et améliorer la mise en forme d'un autre article.
Dans les limbes (In Limbo en anglais) est un projet documentaire réalisé par Antoine Viviani en 2015.
Le projet comporte à la fois une expérience interactive en ligne produite avec Arte et un long métrage documentaire.
Le film raconte l'éveil d'un esprit, incarné par l'écrivaine franco-canadienne Nancy Huston, au sein des labyrinthes de centres de données que constitue Internet, "comme si ce monde de mémoire numérique était devenu la seule réalité encore existante et se rêvait lui-même". Le film met en scène des pères fondateurs d'Internet tels que Gordon Bell, Brewster Kahle, Ray Kurzweil, et questionne notre croyance dans la technologie et notre rapport à la finitude,. Le film les représente comme des fantômes se parlant pour toujours entre eux, en utilisant une technique de caméra volumétrique inédite basée sur la caméra infrarouge Kinect.
Sur Internet, les internautes peuvent se connecter au film et leurs données personnelles sont intégrées au montage du film. L'écrivain de science-fiction Alain Damasio a participé à l'écriture du film.
La première du film a lieu en novembre 2015 en compétition internationale à Copenhague au sein du festival CPH:Dox et a reçu ensuite plusieurs distinctions.

## Distinctions
- 2016 : Best Emergent Filmmaker Award, London Open City Docs Festival.
- 2016 : Prix de la création, Festival Traces de vie[9].